# 양악 수술

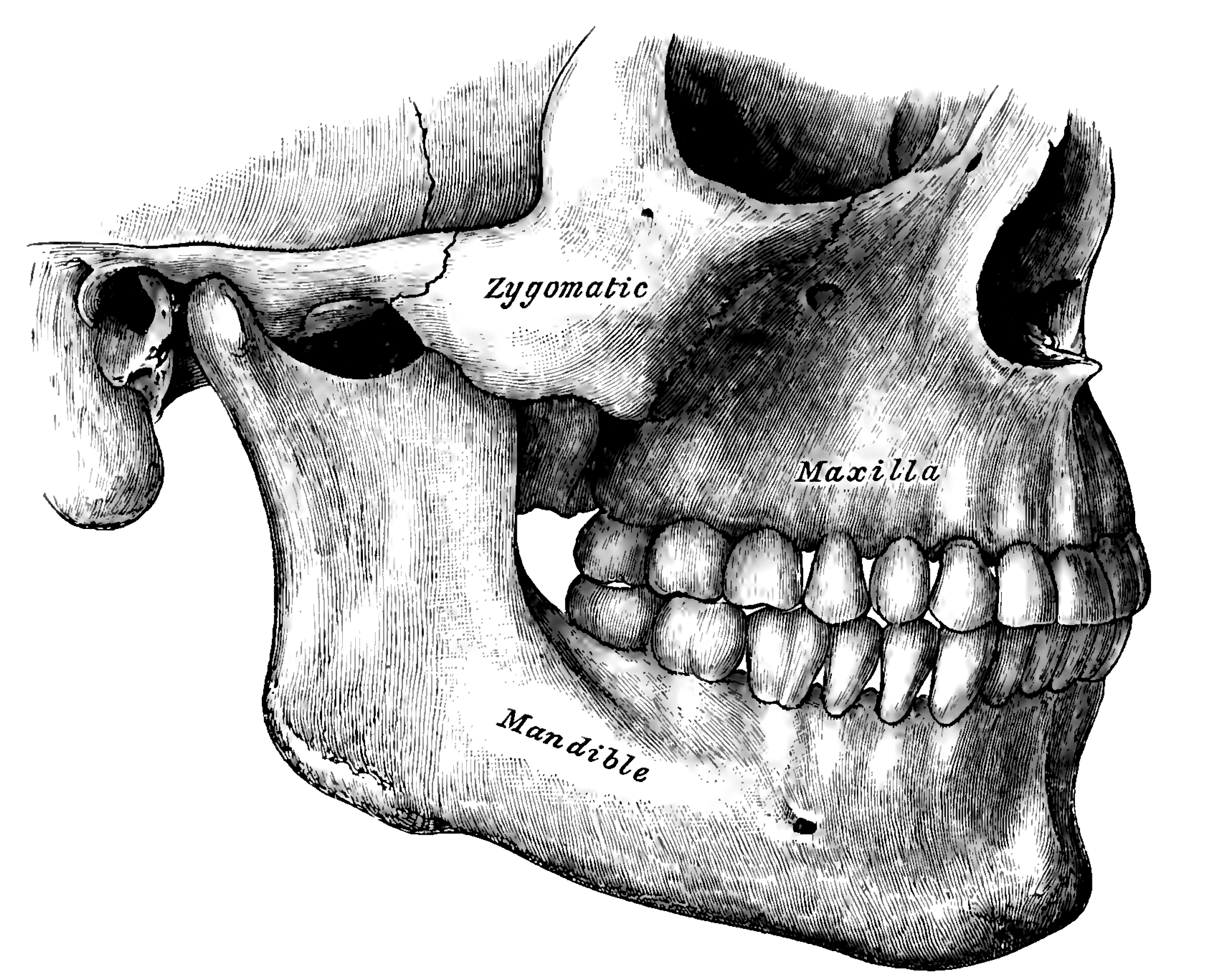

양악 수술(兩顎手術, 2-jaw surgery)은 '악안면수술'의 종류 중 하나이며, 턱교정술의 한 방법으로 비정상적으로 발달한 위턱과 아래턱을 동시에 절골하는 수술법이다. 간단하게는 위턱과 아래턱을 잘라 분리시킨 뒤 정상교합에 맞게 턱뼈를 이동.고정시켜 턱의 위치와 모양을 바로잡는 치료이며, 생활의 불편함이나 장애를 위한 치료뿐만 아니라 최근에는 연예인부터 일반인까지 단순 '미용'을 목적으로 하는 성형으로서 열풍이 불고 있다.

## 정의
양악수술은 임상적인 용어이며 정확한 학술적인 용어는 악(顎)교정 수술(Orthognathic Surgery, 턱의 위치나 모양을 변형시키는 수술)이라고 하며
윗턱인 상악(上顎)과 아랫턱인 하악(下顎)을 함께 수술하는 경우 양악(兩顎)수술이라 칭한다. 양악수술 방법은 상악과 하악의 뼈를 잘라서 2개로 분리한 다음, 정상 교합에 맞게 상악과 하악의 뼈를 이동시키고, 이동된 뼈를 고정하는 방법이다. 그러므로 하악 사이를 지나는 하악지신경의 손상 가능성이 있다.

## 필요성
치아를 지지하는 턱뼈가 변형되면 치아도 정위치를 벗어나 부정교합이 되기 쉽다. 치아가 제대로 맞물리지 않으면 음식을 끊거나 씹는 저작력에 문제가 생기고 이로 인해 만성 소화장애나 턱관절장애로 인한 두통,목 통증등의 문제가 생길 수 있고 특히 정확한 발음을 하는데 어려움을 겪을 수 있다. 미용적인 문제도 있으며, 얼굴뼈의 변형이 심하면 남에게 혐오감을 주거나 외모에 자신감을 잃어 대인관계에 어려움을 겪거나 우울증을 보이는 환자도 적지 않다. 이런 경우 양악수술을 통해 치아와 턱의 기능 회복은 물론 심리적 안정과 자신감까지 얻을 수 있다.

## 양악 수술의 역사

### 해외 역사
미국 의사인 Hellihen이 1849년 화상으로 인해 아래턱 잇몸뼈가 앞으로 돌출된 21세의 여자환자를 ‘쐐기형 골절절제술’을 이용하여 후방으로 이동시킨 것을 최초로 인정하고 있다. 이 수술이 최초의 ‘하악 전돌증(주걱턱)’의 수술이었다고 적고 있는 문헌들이 있지만 엄밀히 말하자면 후천적으로 얻어진 턱의 기형을 외과적으로 치료한 첫 번째의 수술이라고 할 수 있다. 이후 돌출된 윗턱의 앞부분을 전달, 분리하여 후방으로 넣어주는 수술은 1921년 ‘Cohn Stock’에 의해 처음 보고 되었으며 1935년 ‘Wassmund’에 의해 단회 수술법이 개발되어 보고됨으로써 발전하기 시작하였다. 이후 턱교정수술의 역사와 더불어 발전을 거듭해오다가 1959년 ‘Koele’가 아래, 위 턱에 대한 동시 수술을 보고 하였고, 1969년 ‘Obwegesser’가 ‘Le fort 1급’ ‘골절단술’에 대한 정리 보고를 통해 일반적인 방법을 소개하였다.

### 국내 역사
서울대학교 치과대학의 민병일 교수가 1950년대 초 양쪽 턱 아래쪽의 피부를 절개하고 주걱턱 환자의 하악골 턱관절 아래쪽을 사선으로 절단하여 길이를 줄여준 것이 국내 최초의 턱교정 수술이었다. 이 방법은 당시 국내에서는 획기적인 시술이었으나, 그때만 해도 심미에 대한 관심보다는 먹고 살기 힘든 시대에 시행한 것이라 크게 알려지지는 못하였다. 그리고 당시의 수술 기자재로는 윗턱에 대한 수술을 감히 시도하지 못하였으므로 요즘 알려지고 있는 양악수술은 못한 채 수술 부위는 하악골 수술에만 한정되었고, 피부를 광범위하게 절개함으로 수술 부위의 흉터가 눈에 띌 수 있는 단점이 있었다.
이 수술법은 서울대학교 치과대학 부속병원에서 계속 이어져 오다가, 1980년대에 수술 방법에 한 획을 긋게 된다. 1980년 12월 서울치대 김종원 교수팀은 입 안쪽으로 절개를 하고 양측 하악골의 뒤쪽을 얇게 쪼개는 ‘하악골 상행지 시상분할절단술’을 국내에서 최초로 시술함으로써 흉터가 없이 아래턱의 길이를 늘이거나 줄여줄 수 있는 길이 열린 것이다. 한편 1981년 서울치대 민병일 교수는 얼굴이 비뚤어진 환자에게 양악수술과 뼈이식을 시술하였는데, 이 수술이 국내 최초로 위턱과 아래턱을 동시에 시행한 양악수술 증례이다. 당시 수술시간은 아침 7시 30분 경에 시작하여 저녁 9시 경에 끝난 대수술이었고, 전신마취를 담당하였던 마취 전문의 교수는 “와, 치과에서도 이렇게 큰 수술을 하는군요!”라며 놀랐다고 한다. 당시 환자의 주치의였으며 1986년부터 14년 간의 치과대학 구강외과 교수를 거쳐 현재까지 양악수술을 시행해 온 이엔이치과 임창준 원장에 의하면, 그 이후로 국내의 치과대학들에서 여러 가지 진단법과 턱교정 수술기법들이 개발되어 오늘에 이르렀으며, 이제는 수술 시간도 줄고 수혈 방법도 자가 수혈이 도입되는 등 안전도가 높은 수술이 되었다고 회고한다.

## 양악 수술의 특징

### 부위별 질환
- 주걱턱(하악전돌증) : 아래턱이 길게 자란 경우

1. 이러한 경우 외모 뿐 아니라 음식을 잘 씹지 못하는 고통을 겪고 있는 경우가 대부분이다.
2. 아래턱의 성장이 과도하거나 위턱의 성장이 상대적으로 부족하여 주걱턱이 발생하게 된다.
3. 주걱턱의 특징으로는 이를 악물었을 경우 위아래 앞니간에 틈이 생기는 것으로 이처럼 아랫니가 윗니보다 앞으로 많이 나와 있거나 치아가 가지런하지 않을 경우 턱뼈가 전체적으로 나와 있는 골격이 문제이므로 주걱턱 양악수술이 필요하다.
4. 치아교합이 잘 맞지 않고 아래턱 전체가 앞으로 나와 있는 경우 주걱턱 양악수술 과 치아교정이 병행되어야 한다.
5. 얼굴과 치아교합의 전체적인 균형을 바로잡는데 도움이 되며, 얼굴 뼈를 절골한 후 위치를 이동시켜 고정시켜주는 과정으로 이루어지는 고난이도의 수술로 임상경험이 풍부한 구강악안면외과 의료진과의 충분한 상담과 철저한 계획 하에 진행되어야 한다.

- 무턱(하악왜소증) : 아래 턱이 작고 뒤로 밀려있는 경우.

1. 얼굴 전체의 균형이 무너지게 되며, 인상이 촌스럽고 어리석어 보이게 된다.
2. 증상이 심할 경우 윗니가 아랫니를 덮게 되고, 음식 섭취가 어려워지며 부정확한 발음 등 기능적인 고충을 겪게 된다.

- 안면비대칭 : 얼굴의 좌우가 비대칭인 경우.

1. 그대로 얼굴의 뼈, 혹은 근육, 지방층의 좌우 균형이 맞지 않고 대칭이 되지 않는 것을 말한다.
2. 안면비대칭이 심해지면 미용적인 측면에서뿐만 아니라 씹는데 불편을 느끼거나 치아의 편마모가 생기는 등의 기능적인 측면에서도 문제가 생길 수 있다.
3. 장시간 비스듬한 자세로 책상 앞에서 일하기, 턱을 괴고 책이나 TV 보기, 구부정한 자세로 스마트폰을 들여다 보기 등 아무렇지 않게 넘기는 습관들이 오래 지속되면 안면비대칭을 유발할 수 있으므로 주의해야 한다.
4. 한쪽으로 음식을 씹는 습관, 이를 꽉 깨무는 습관, 다리를 꼬거나 옆으로 눕는 습관 등 생활 속에서 아무렇지 않게 취하는 자세나 습관 등도 안면비대칭을 유발할 수 있다.
5. 단순히 근육이 비대칭으로 발달한 초기의 안면비대칭이라면 근육을 풀어주고 습관을 고쳐 다소 개선할 수 있다. 그러나 얼굴뼈가 비대칭적으로 발달된 경우라면 양쪽 얼굴뼈의 크기를 맞추고, 위치를 조절하는 양악 수술이 필요하다.
6. 단, 양악수술은 모든 비대칭에 필요한 것이 아니라, 얼굴 뼈의 변형으로 인한 비대칭 양상이 눈에 띌 정도로 두드러지고 부정교합까지 초래할 정도의 비대칭이 나타나는 경우에 실시한다.[3]

- 긴 얼굴 : 얼굴의 중앙부가 길게 자란 경우.

1. 치아의 불균형으로 턱관절을 앓는 경우도 있으며, 얼굴이 길어 돌출입으로 보이거나 잇몸이 과도하게 노출되는 기능적인 고충에 시달린다.
2. 위턱뼈와 아래턱뼈의 관계가 조화롭지 않은 개방교합의 경우로, 이 경우는 외형상의 문제뿐만 아니라 호흡이 어렵거나 저작운동에 어려움을 겪는 등 건강상의 문제를 유발할 수 있다.[4]

- 골격성 돌출입(양악전돌증) : 치아나 잇몸뼈와 상관없이 턱뼈 자체가 튀어나온 경우

1. 잇몸 자체가 나온 경우에는 치아교정만으로는 큰 효과를 보기 어려우며, 잇몸 전체를 뒤로 넣는 가장 효과적인 방법은 돌출입 수술이다.
2. 입이 나올 때 생기는 전형적인 증상들로는 세련되지 못한 인상, 화난인상, 무턱느낌, 입을 다물기 어렵고 억지로 입을 다물려 하면 턱 끝에 골프공 주름이 들어가고, 코끝이 낮아보이며, 코옆팔자 주름이 강조 된다.

### 시술 기법
- 돌출입 수술
- 노타이 양악 수술

1. 악간 고정(양악 수술 기법)이 없어 말하는 것이 자유롭고 숨쉬는 것이 자유롭고 치아 위생이 청결해지는 기법이다.
2. 풍부한 경험을 가진 의료진이 수술을 해야하며, 첨단장비가 필요한만큼 안전한 수술을 해야한다.

- 노교정 양악 수술

1. 치아교정이 필요없고 시간이 적게 들고, 비용이 감소되며, 통증이 적다.
2. 치료기간 단축 및 환자의 만족도를 위한 것이다.

- 노교정 양악 수술이 필요한 경우

1. 이미 치아 교정을 했지만 턱 부위의 외형에 대한 불만족으로 양악수술을 원할 경우
2. 치아는 정상 교합이지만 턱관절에 이상이 있거나 안면비대칭인 경우
3. 치아의 교합은 정상이지만 턱이 길거나 얼굴이 전체적으로 길고 밋밋한 경우

- 악간 고정

1. 상악과 하악을 타이로 연결한다.
2. 치아 사이로 음식을 섭취하며 일반적으로 하는 양악 수술의 기법 중 하나다.

- 완전 고정

1. 철사나 악력이 강한 밴드로 약간을 묶으며 턱이 정상 위치에서 제대로 붙는다.
2. 턱 관절 이상, 재발을 예방하고 모든 양악 수술환자에게 적용 가능하다.

- 셀프타이 양악 수술

1. 회복이 빠르고 부기가 최소화 된다.
2. 급속항진형상을 이용해 3주~3개월에 교정을 시작할 수 있고 치과 특수용 밴드를 이용하여 두 곳만 고정한다.
3. 말하고 음식을 섭취하는 일상생활 가능하다.

- 무고정

1. 약간을 묶지 않아 편하고 턱을 자유롭게 움직일 수 있으며, 별도의 점검(교합유지장치wafer)없이 위치유지가 가능하다.
2. 호흡확보가 쉽고, 입을 벌려 식사가 가능하다.

### 시술 대상
- 음식을 씹거나 물거나 삼키는 데 어려움이 있는 사람
- 만성적인 턱관절의 부정교합으로 인한 턱관절의 통증과 두통이 있는 사람
- 과도한 치아 마도가 있는 사람
- 입을 다물었는 데도 윗치아와 아랫치아에 공간이 있는 사람
- 얼굴의 외상이나 선천적 기형이 있는 사람
- 안면의 비대칭이 과도하게 있는 사람
- 턱이 돌출된 사람
- 턱이 과도하게 들어간 사람 등

## 양악 수술의 과정

### 수술 방법
수술전 치아 교정 기구가 사용되기도 한다. 새로운 턱과 치아의 위치에 적합하도록 제작되어 있어 처음에는 잘 맞지 않는 것 같은 느낌이 들지만 수술후에는 잘 들어맞게 된다. 수술전에는 엑스레이를 촬영하고 치아 사진 및 모델 등을 제작하여 수술 에 도움을 받기도 한다. 전신마취로 이루어지게 되며 외래에서도 가능하다. 턱을 고정하기 위해 수술용 판, 나사, 선, 고무밴드 등이 사용될 수 있으며, 흉터를 남기지 않기위해 구강 안쪽을 절제하는 것이 보통이다. 몇몇 환자에서는 필요에 따라서 구강 바깥쪽을 절개하기도 하며 외모를 위해 흉터를 최소화하려는 노력이 요구된다. 절제부위를 통해 턱뼈를 자르거나 일부를 제거하게 되며 몇몇 환자에게는 뼈를 붙이기도 한다.

### 부위별 질환에 따른 양악 수술의 개요
- 주걱턱은 아래턱뼈 뒷부분을 잘라 튀어나온 만큼 뒤로 밀어 고정한다.
- 돌출입은 위아래 턱뼈를 함께 뒤로 밀어넣어 고정하는 게 보통이다. 이 경우 위아래턱의 돌출 정도가 다를 수 있기 때문에 뼈를 밀어넣을 길이와 그에 따른 피부·근육 등 연부조직 변화를 정확히 예측하는 것이 중요하다.
- 긴 얼굴은 주로 길게 자란 위턱을 잘라 얼굴을 줄이면서 턱의 모양을 바로잡아 준다.
- 안면비대칭은 얼굴형을 개선하기 위해 양악수술과 함께 턱끝이나 광대뼈를 조절하는 안면윤곽술을 동시에 시행하는 경우가 많다.[5]

### 소요 시간
수술 전 엑스레이를 촬영하고 치아사진을 찍고 입원한다. 입원 기간은 1~3일 정도가 일반적이며 수술시간은 1~7시간으로 수술방법과 환자의 상태에 따라 다양하다. 사람에 따라 다르지만 보통 수술 후 1~3주후면 붓기가 가라앉아 일상생활이 가능하며 사회생활도 가능해진다. 초기 6주간의 회복기간을 지나고 9~12개월 후면 거의 대부분의 치료가 완료된다.

### 주의 사항
- 가장 주의해야 할 사항으로는 전문의를 찾아 정확한 상담과 진단을 받은 후 자신에게 맞는 치료방법을 찾는 것이다. 각 개인이 지닌 턱뼈와 치열의 특징을 분석하여 치료과정을 수립하지 않고 무조건적인 교정이나 수술을 감행하는 것은 차후 재수술 조차도 어려운 부작용을 야기하는 경우가 있으므로 각별히 주의해야 한다.
- 정밀한 검사가 가능한 병원을 찾는 것이 좋다. 양악 수술은 위턱과 아래턱을 이동하여 변화를 주는 수술이므로 입체적인 분석을 통해 얼굴의 구조를 이해하여 수술하는 것이 가장 중요하다. 요즘은 얼굴 내부 뼈의 해부학적 구조를 파악, 보다 안전하고 정확한 수술을 가능하도록 해 주는 3D CT(3차원 영상분석)가 턱교정 수술에 도입되어 있어 출혈 등 수술에 따른 여러 부작용들을 최소화 시켜주고, 안전하고 정교한 개인별 맞춤 수술도 가능하게 되었다.
- 전신마취가 행하여지는 수술인 만큼 마취과 전문의가 상주하는지 확인하는 것이 중요하다. 보다 안전한 수술을 위해서는 구강악안면외과와 마취과, 교정과 전문의의 진료를 한 공간에서 받을 수 있는 종합병원에서 수술을 받는 것이 안전하고 만족한 결과를 얻는 데 효과적일 수 있다.
- 최근 넘치는 온라인 의료정보에 대한 무조건 적인 맹신은 절대 금물이다. 검색으로 쉽게 다양한 정보를 확인할 수 있다는 편리함이 큰 만큼 검증되지 않은 무분별한 정보의 역기능도 배제할 수 없으므로, 전문의를 찾아 정확한 상담과 진단을 받은 후 치료를 받는 것이 좋다.
- 교정치료의 필요성을 받아들여야 한다. 양악 수술은 치아의 저작기능과 밀접한 관련이 있는 수술이므로 대부분 교정이 수반되어야 한다. 간혹 저작기능에 큰 문제가 없었던 환자들 중 긴 시간을 요하는 교정치료의 필요성에 의문을 제기하는 경우가 있다. 하지만, 턱교정 수술은 턱뼈를 움직이는 수술인 만큼 정상적인 저작기능을 위해선 교정치료가 꼭 필요하다고 할 수 있다. 선수술이 가능한 경우라도 수술 후 세밀한 치열교정을 해 주는 것이 만족한 결과를 얻는 데 도움을 준다.[6]

#### 수술 전 주의 사항
1. 양악 수술 전 8시간은 반드시 금식한다.
2. 양악 수술 당일에는 매니큐어를 반드시 지운다.
3. 귀걸이나 목걸이를 절대로 끼지 않는다.
4. 술과 담배는 약 10일전부터 냄새조차도 맡아서는 절대 안 된다.
5. 약물을 복용할 때는, 의사에게 미리 알린다.

#### 수술 후 주의 사항
1. 양악 수술이 끝나자마자 마취가스를 몸밖으로 빼내는 과정이 있기 때문에, 수술 직후 3시간은 절대 잠들면 안 된다.
2. 수술 당일부터 2~3일간은 붓기가 심해지는데 이때는 냉찜질을 해야하고, 그 이후부터는 온찜질을 한다.
3. 머리를 가슴보다 높게 유지하는 것이 중요하며, 구강 청결도 신경쓴다.
4. 약 2주간은 가글을 이용하여 관리하고, 2주후 실밥 제거시 양치질이 가능하다.

### 통증
수술 시, 전신마취로 진행하기 때문에 통증이 심하지는 않다. 수술 후 전신마취가 풀리면서 어느 정도 통증은 있을 수도 있다. 그러나 무통주사를 주입하기 때문에 양악수술에 대한 통증은 적은 편이다. 개인에 따른 차이가 있지만 대부분 수술 후 1주일 정도 통증은 있을 수도 있으며, 대부분의 통증은 주사와 약으로 조절이 가능하다. 붓기가 빠지면서 점차 적응해 나가게 되고 일주일정도면 불편함을 느끼지 않는다.

### 음식 섭취
양악 수술은 뼈를 이동하였기 때문에 음식물을 씹는 힘이 약해지므로 음식섭취를 주의해야 한다.
- 《시술 기법》에 따라 다르겠지만, 약 2주정도는 유동식 위주로 먹어야 한다. 병원에서는 주로 '그린비아' 같은 영양가 있는 음료를 섭취한다.
- 퇴원 후에는 미음이나 수프처럼 건더기 없는 음식으로 식사하는 것이 좋다.
- 3~4주 정도면 정상적인 식사가 가능하지만 딱딱하거나 질긴 음식은 피해야한다. 턱이 붙는데는 3~6개월이 걸리기 때문에 음식섭취 시 주의해야 한다.

## 부작용 및 후유증
1. 비대칭 및 교합이상 : 양악수술 후 좌우 비대칭되는 현상이 나타날 수 있으며, 교합이상으로 인해 턱관절 장애가 나타날 수 있다. 턱관절의 위치와 상태를 정확히 판단하지 못한 경우에 발생할 수 있다.
2. 감각이상 : 턱뼈에는 많은 신경들이 있는데 양악수술은 이런 턱뼈를 분리하고 다시 재 위치로 이동시키는 수술이기 때문에 수술 후 어느정도 감각이 없을 수 있다. 하지만 일시적인 현상으로 3~6개월 정도가 지나면 서서히 돌아오게 되는데 시간이 지나도 돌아오지 않는 경우에는 병원에 문의를 해야 한다.
3. 코 퍼짐 현상 : 양악수술 후 위턱이 안쪽으로 들어가 양 옆으로 코가 퍼지는 현상이 나타날 수 있다.
4. 턱골격 변화 및 구강구조변화 그리고 상하악이 후방과 상방으로 회전하여 이동되기 때문에 비강 및 조음기관과 혀의 움직임에 영향을 주어 발성과 발음에 장애를 유발한다. 그리고 이동된 상악에 맞추어 이동된 하악으로인해 혀뿌리와 상기도의 거리가 가까워져 코골이를 유발할 가능성이 있다. 또한 요즘 젋은 여성들의 양악수술이 늘어나 코골이 환자가 급증하고 있는 실정이다.
5. 이 외에 턱 함몰, 청력이상, 호흡곤란 등의 부작용 및 후유증이 나타날 수 있다.

### 부작용 보도 사례
- 2009년 8월 1일 SBS 뉴스에 또 방송 되었듯이 양악 수술후 부작용으로 사망하는 사례가 방송
- 2010년 1월 15일 KBS2 “소비자 고발” 프로에서 양악 수술후 부작용으로 고생하는 환자가 소개
- 2010년 8월 11일 “ MBC ,YTN 뉴스”에서도 양악수술의 “선수술” 양악주걱턱수술의 부작용과 위험성에대 해도 대대적으로 보도
- 2011년 1월 24일에도 “돌출입 환자에 잘못 처방된 양악수술”로 말미암아 수술후 가래와 피로 “기도가 막혀 사망”하는 사례가 KBS 뉴스에 보도
- 2010년 9월8일 MBC "불만제로“ ”2011년 8월 31일 KBS 뉴스“에서 양악 수술 에 관한 불법과대 광고 와 상담 실장들의 마치 양악 수술이 만능 수술인양 갖은 감언이설로 양악 수술을 독려하는 과장 과대 상담, 그리고 수술전후 사진 조작 등에 대한 비양심 적인 일부 양악 수술 병원의 행태에 대해 대대적으로 경종을 울리는 방송 보도

### 부작용 예방
양악 수술 전 신중과 선택과 함께 수술에 대한 꼼꼼한 사전 준비가 필수적이다. 수술 전 전문의와의 상담에서 양악수술에 대해 정확히 이해하고, 수술 전 준비 사항과 수술 후 생길 수 있는 증상에 대한 내용을 충분히 숙지해야한다. 또한 양악 수술은 주걱턱 수술, 돌출입 수술, 무턱 수술, 긴 얼굴 수술 등 환자의 상태에 따라 수술법이 달라진다. 때문에 자신의 상황이 양악수술을 하기에 적합한 상황인지, 자신에게 적합한 수술법은 무엇인지 따져 보아야한다. 전문의와의 상담과 함께 병원에 양악 수술에 적합한 체계가 잘 구축돼 있는지 따져보는 것이 중요하다. 양악 수술은 턱뼈와 치아를 이동시키는 수술이기 때문에 구강악안면에 능숙한 전문의가 필요하다. 또한 경우에 따라 전신마취가 필요하고 턱 교정, 치아 교정에 관련된 수술이다. 때문에 구강악안면외과와 마취과, 교정과 전문의의 진료를 한 공간에서 받을 수 있는지도 따져보아야 한다. 또한 병원에 턱의 모양, 치아배열 등 환자의 상태를 면밀히 살펴볼 수 있는 3D CT 촬영기 등 양악 수술에 최적화된 시스템이 구축돼 있는지 살펴보아야한다.

## 같이 보기
- 구강외과
- 구강병리학